# Dypterygia nicea
Dypterygia nicea är en fjärilsart som beskrevs av Swinhoe 1901. Dypterygia nicea ingår i släktet Dypterygia och familjen nattflyn. Inga underarter finns listade i Catalogue of Life.